# MTV Movie Awards 1992
Die ersten MTV Movie Awards fanden am 10. Juni 1992 statt. Mit 6 Trophäen nahm der Actionfilm Terminator 2 – Tag der Abrechnung die meisten Auszeichnungen in Empfang.

## Moderator
Durch die Gala führte: Dennis Miller

## Auszeichnungen

### Bester Film
Terminator 2 – Tag der Abrechnung (Terminator 2: Judgment Day)
- Backdraft – Männer, die durchs Feuer gehen (Backdraft)
- Boyz n the Hood – Jungs im Viertel (Boyz n the Hood)
- JFK – Tatort Dallas (JFK)
- Robin Hood – König der Diebe (Robin Hood: Prince of Thieves)

### Bester Schauspieler
Arnold Schwarzenegger – Terminator 2 – Tag der Abrechnung (Terminator 2: Judgment Day)
- Kevin Costner – Robin Hood – König der Diebe (Robin Hood: Prince of Thieves)
- Robert De Niro – Kap der Angst (Cape Fear)
- Laurence Fishburne – Boyz n the Hood – Jungs im Viertel (Boyz n the Hood)
- Val Kilmer – The Doors

### Beste Schauspielerin
Linda Hamilton – Terminator 2 – Tag der Abrechnung (Terminator 2: Judgment Day)
- Geena Davis – Thelma & Louise
- Rebecca De Mornay – Die Hand an der Wiege (The Hand That Rocks the Cradle)
- Mary Elizabeth Mastrantonio – Robin Hood – König der Diebe (Robin Hood: Prince of Thieves)
- Julia Roberts – Entscheidung aus Liebe (Dying Young)

### Begehrtester Schauspieler
Keanu Reeves – Gefährliche Brandung (Point Break)
- Kevin Costner – Robin Hood – König der Diebe (Robin Hood: Prince of Thieves)
- Christian Slater – Kuffs – Ein Kerl zum Schießen (Kuffs)
- Patrick Swayze – Gefährliche Brandung (Point Break)
- Jean-Claude Van Damme – Geballte Ladung – Double Impact (Double Impact)

### Begehrteste Schauspielerin
Linda Hamilton – Terminator 2 – Tag der Abrechnung (Terminator 2: Judgment Day)
- Christina Applegate – Fast Food Family (Don't Tell Mom the Babysitter's Dead)
- Kim Basinger – Eiskalte Leidenschaft (Final Analysis)
- Tia Carrere – Wayne’s World
- Julia Roberts – Entscheidung aus Liebe (Dying Young)

### Bester Newcomer
Edward Furlong – Terminator 2 – Tag der Abrechnung (Terminator 2: Judgment Day)
- Anna Chlumsky – My Girl – Meine erste Liebe (My Girl)
- Campbell Scott – Entscheidung aus Liebe (Dying Young)
- Ice-T – New Jack City
- Kimberly Williams – Vater der Braut (Father of the Bride)

### Bestes Filmpaar
Dana Carvey & Mike Myers – Wayne’s World
- Anna Chlumsky & Macaulay Culkin – My Girl – Meine erste Liebe (My Girl)
- Kevin Costner & Morgan Freeman – Robin Hood – König der Diebe (Robin Hood: Prince of Thieves)
- Geena Davis & Susan Sarandon – Thelma & Louise
- Damon Wayans & Bruce Willis – Last Boy Scout – Das Ziel ist Überleben (The Last Boy Scout)

### Bester Bösewicht
Rebecca De Mornay – Die Hand an der Wiege (The Hand That Rocks the Cradle)
- Robert De Niro – Kap der Angst (Cape Fear)
- Robert Patrick – Terminator 2 – Tag der Abrechnung (Terminator 2: Judgment Day)
- Alan Rickman – Robin Hood – König der Diebe (Robin Hood: Prince of Thieves)
- Wesley Snipes – New Jack City

### Bester Filmkomiker
Billy Crystal – City Slickers – Die Großstadt-Helden (City Slickers)
- Dana Carvey – Wayne’s World
- Steve Martin – Vater der Braut (Father of the Bride)
- Bill Murray – Was ist mit Bob? (What About Bob?)
- Mike Myers – Wayne’s World

### Bester Filmsong
„Everything I Do“ – Robin Hood – König der Diebe (Robin Hood: Prince of Thieves) – Bryan Adams
- „Addams Groove“ – Addams Family (The Addams Family) – MC Hammer
- „I Wanna Sex You Up“ – New Jack City – Color Me Badd
- „Tears in Heaven“ – Rush – Eric Clapton
- „You Could Be Mine“ – Terminator 2 – Tag der Abrechnung (Terminator 2: Judgment Day) – Guns N’ Roses

### Bester Filmkuss
Anna Chlumsky & Macaulay Culkin – My Girl – Meine erste Liebe (My Girl)
- Warren Beatty & Annette Bening – Bugsy
- Robert De Niro & Juliette Lewis – Kap der Angst (Cape Fear)
- Anjelica Huston & Raúl Juliá – Addams Family (The Addams Family)
- Leslie Nielsen & Priscilla Presley – Die nackte Kanone 2½ (The Naked Gun 2½: The Smell of Fear)

### Beste Action-Sequenz
Terminator 2 – Tag der Abrechnung (Terminator 2: Judgment Day)
- Auf die harte Tour (The Hard Way)
- Backdraft – Männer, die durchs Feuer gehen (Backdraft)
- Gefährliche Brandung (Point Break)
- Last Boy Scout – Das Ziel ist Überleben (The Last Boy Scout)

### Sonstige Awards
- Bester Neuer Filmemacher: John Singleton für: Boyz n the Hood – Jungs im Viertel (Boyz n the Hood)
- Lifetime Achievement Award: Jason Voorhees für: Freitag der 13. (Friday the 13th)